# Özhan Canaydın
Özhan Canaydın (* 23. Januar 1943 in Bursa; † 22. März 2010 ebenda) war ein türkischer Basketballspieler, Unternehmer und Sportfunktionär bei Galatasaray Istanbul.
Canaydın wurde 1957 mit 14 Jahren jüngstes Mitglied von Galatasaray Istanbul. Später spielte er für die Jugend- und Profimannschaft der Basketballabteilung Galatasarays. 1962 nahm Özhan Canaydın mit der Juniorennationalmannschaft der Türkei an der Europameisterschaft teil und 1963 wurde er mit Galatasaray türkischer Basketballmeister. 
Nach seinem Karriereende im Jahr 1964 gründete er in Bursa sein eigenes Textilunternehmen. Die 20 Hektar große Fabrik produziert vor allem Bekleidung für bekannte Marken. Özhan Canaydın war während der Amtszeiten von Ali Tanrıyar, Alp Yalman und Faruk Süren in verschiedenen Positionen bei Galatasaray Istanbul tätig. Im Jahr 2002 wurde er zum Präsidenten Galatasarays gewählt. Er gewann die Wahl mit 3479 Stimmen gegen Mehmet Cansun, der 2089 Wahlstimmen erhielt. Nach seinem ersten Wahlerfolg folgten zwei weitere Amtszeiten. Während seiner Amtszeit gewann der Klub im Bereich Fußball zwei Meisterschaften und den türkischen Pokal. Außerdem war er für den Bau der neuen Heimstätte Galatasarays, die Türk Telekom Arena, verantwortlich. Canaydın war vor allem für sein faires und vorbildliches Verhalten bekannt und wurde deshalb auch von den gegnerischen Fans respektiert. 
2008 gab er bekannt, dass er nicht zur Wahl stehe, weil er an Bauchspeicheldrüsenkrebs erkrankt sei. Am 22. März 2010 verstarb Özhan Canaydın an dessen Folgen im Acibadem-Krankenhaus in Bursa.